# Skive Venstreblad
Skive Venstreblad var et dansk dagblad, der blev udgivet i Skive og omegn fra 1919 til 1976. Avisen var politisk knyttet til partiet Venstre.
Avisen blev grundlagt, da Skive Folkeblad blev officielt talerør for Det Radikale Venstre, men avisen blev aldrig den store succes i et marked, hvor Folkebladet sad på 75 procent af oplandet og cirka halvdelen i Skive by.
I 1967 relanceredes avisen under navnet Skive Dagblad og forsøgte at tiltrække læserne af den konservative Skive Avis, der gik ind fem år tidligere.
Viborg Stifts Folkeblad overtog Skive Venstreblad i 1968 og valgte i 1976 at lukke avisen.
Det senere folketingsmedlem Jesper Langballe var journalistelev på Skive Venstreblad.